# Draft 2022 de la NBA
2021 2023
La draft 2022 de la NBA est la 76e draft annuelle de la National Basketball Association (NBA), se déroulant en amont de la saison 2022-2023. Elle se déroule le 23 juin 2022 au Barclays Center de Brooklyn.
La draft de la NBA est un événement annuel où les joueurs des universités ayant au moins 19 ans le jour de la draft et ayant quitté le lycée depuis au minimum 1 an sont choisis pour jouer dans une équipe professionnelle de la National Basketball Association (NBA). Les joueurs étrangers de plus de 19 ans sont eux aussi éligibles.
La loterie annuelle a lieu le 17 mai et la Draft Combine se déroule du 16 au 22 mai à Chicago. La loterie pour désigner la franchise qui choisit en première un joueur, consiste en une loterie pondérée : parmi les équipes non qualifiées en playoffs, les chances de remporter le premier choix sont de 14 % pour les trois plus mauvaises équipes, et de 0,5 % pour la « moins mauvaise », où chaque équipe se voit confier aléatoirement 140 à 5 combinaisons différentes.
Paolo Banchero est sélectionné en premier choix par le Magic d'Orlando, en provenance des Blue Devils de Duke. Il remporte également le titre de NBA Rookie of the Year à l'issue de la saison.

## Règles d'éligibilité
La draft est menée en vertu des règles d'admissibilité établies dans la nouvelle convention collective de 2011, désignée sous le terme de Collective Bargaining Agreement ou CBA. Cette convention est signée entre la ligue et le syndicat des joueurs. Le CBA qui a mis fin au lock-out de 2011 n'a institué aucun changement immédiat à la draft, mais a appelé à un comité de propriétaires et de joueurs pour discuter des changements à venir. À partir de 2012, les règles d'admissibilité de base pour la draft sont listées ci-dessous :
- Tous les joueurs repêchés (draftés) doivent avoir au moins 19 ans au cours de l'année civile de la draft. En termes de dates, les joueurs admissibles doivent être nés avant le 31 décembre 2003[4].
- Tout joueur qui n'est pas un « joueur international », tel que défini par le CBA, doit être retiré au moins un an de sa classe de lycée[4]. Le CBA définit les « joueurs internationaux » comme des joueurs qui ont résidé de manière permanente en dehors des États-Unis pendant trois ans avant la draft, qui n'ont pas terminé l'école secondaire aux États-Unis, et n'ont jamais été inscrits dans un collège ou une université américaine[4].

L'exigence de base pour l'admissibilité automatique pour un joueur américain est l'achèvement de son admissibilité universitaire. Les joueurs qui répondent à la définition du CBA des « joueurs internationaux » sont automatiquement admissibles si leur 22e anniversaire tombe pendant l'année civile de la draft (c'est-à-dire nés avant le 31 décembre 2000). Les joueurs américains qui ont arrêté au moins un an leurs études secondaires et qui ont joué au basket-ball dans les ligues mineures avec une équipe en dehors de la NBA sont également automatiquement admissibles.
Un joueur qui n'est pas automatiquement admissible doit déclarer son éligibilité pour la draft en informant les bureaux NBA par écrit au plus tard 60 jours avant la draft. Selon les règles de la NCAA, les joueurs ont seulement jusqu'en avril pour se retirer de la draft et de maintenir leur admissibilité universitaire.
Un joueur qui a embauché un agent perd son admissibilité pour les années universitaires restantes. En outre, le CBA permet à un joueur de se retirer de la draft à deux reprises.

## Candidats

### Joueurs universitaires
| Légende du statut d'un joueur universitaire - Freshman : 1re année - Sophomore : 2e année - Junior : 3e année - Senior : 4e année | Lexique des postes - G : meneur - arrière - F : ailier - ailier fort - C : pivot |

- Jalen Adaway – G, Saint Bonaventure (senior)
- Ochai Agbaji – G, Kansas (senior)
- James Akinjo – G, Baylor (senior)
- Teddy Allen – G/F, New Mexico State (senior)
- Keve Aluma – F, Virginia Tech (senior)
- Eric Ayala – G, Maryland (senior)
- Marcus Azor – G, UMass Dartmouth (senior)
- David Azore – G, UT Arlington (senior)
- Patrick Baldwin Jr. – F, Milwaukee (freshman)
- / Paolo Banchero – F, Duke (freshman)
- Evan Battey – F, Colorado (senior)
- Justin Bean – F, Utah State (senior)
- Jules Bernard – G, UCLA (senior)
- Jamal Bieniemy – G, UTEP (senior)
- Marcus Bingham Jr. – F, Michigan State (senior)
- Buddy Boeheim – G, Syracuse (senior)
- Luka Brajkovic – F, Davidson (senior)
- Malaki Branham – G/F, Ohio State (freshman)
- Christian Braun – G, Kansas (junior)
- Kendall Brown – G/F, Baylor (freshman)
- Izaiah Brockington – G, Iowa State (senior)
- Gabe Brown – F, Michigan State (senior)
- Tevin Brown – G, Murray State (senior)
- John Butler – F, Florida State (freshman)
- Maurice Calloo – F, Oregon State (senior)
- Julian Champagnie – G/F, Saint John (junior)
- Kennedy Chandler – G, Tennessee (freshman)
- Kofi Cockburn – C, Illinois (junior)
- R. J. Cole – G, Connecticut (senior)
- Vince Cole – G/F, Coastal Carolina (senior)
- Max Christie – G, Michigan State (freshman)
- George Conditt IV – F, Iowa State (senior)
- Johnny Davis – G/F, Wisconsin (sophomore)
- JD Davison – G, Alabama (freshman)
- Darius Days – F, LSU (senior)
- Adrian Delph – G, Appalachian State (senior)
- / Dhieu Deing – G, UTSA (junior)
- Michael Devoe – G, Georgia Tech (senior)
- Moussa Diabaté – F, Michigan (freshman)
- Anthony Duruji – F, Florida (senior)
- Jalen Duren – C, Memphis (freshman)
- Tari Eason – F, LSU (sophomore)
- Kyler Edwards – G, Houston (senior)
- Keon Ellis – G, Alabama (senior)
- Tyson Etienne – G, Wichita State (junior)
- Javon Freeman-Liberty – G, DePaul (senior)
- A. J. Green – G, Northern Iowa (junior)
- A. J. Griffin – F, Duke (freshman)
- Jordan Hall – G/F, Saint Joseph (sophomore)
- Bryce Hamilton – G, UNLV (senior)
- Ron Harper Jr. – G/F, Rutgers (senior)
- DJ Harvey – G/F, Detroit Mercy (senior)
- Jericole Hellems – F, North Carolina State (senior)
- Cedric Henderson Jr. – G/F, Campbell (senior)
- Chet Holmgren – C/F, Gonzaga (freshman)
- Caleb Houstan – G/F, Michigan (freshman)
- Trevor Hudgins – G, Northwest Missouri State (senior)
- Bodie Hume – G, Northern Colorado (senior)
- Austin Hutcherson – G, Illinois (senior)
- Lee Hyun-jung – G/F, Davidson (junior)
- Both Gach – G, Utah (senior)
- Jaden Ivey – G, Purdue (sophomore)
- Drake Jeffries – G, Wyoming (senior)
- Andrew Jones – G, Texas (senior)
- DeVante' Jones – G, Michigan (senior)
- Jaden Jones – G/F, Rutgers (freshman)
- Johnny Juzang – G, UCLA (junior)
- Trevor Keels – G, Duke (freshman)
- Walker Kessler – C, Auburn (sophomore)
- Christian Koloko – C, Arizona (junior)
- Noah Kirkwood – G, Harvard (senior)
- Peter Kiss – G, Bryant (senior)
- Jake LaRavia – F, Wake Forest (junior)
- Justin Lewis – F, Marquette (sophomore)
- E. J. Liddell – F, Ohio State (junior)
- Kenneth Lofton Jr. – F, Louisiana Tech (sophomore)
- Tyrese Martin – G/F, Connecticut (senior)
- Bennedict Mathurin – G, Arizona (sophomore)
- David McCormack – F, Kansas (senior)
- Bryce McGowens – G, Nebraska (freshman)
- Trey McGowens – G, Nebraska (senior)
- Justin Minaya – F, Providence (senior)
- / Josh Minott – F, Memphis (freshman)
- Isaiah Mobley – F, USC (junior)
- Aminu Mohammed – G, Georgetown (freshman)
- Iverson Molinar – G, Mississippi State (junior)
- Wendell Moore – F, Duke (junior)
- Keegan Murray – F, Iowa (sophomore)
- Isaiah Mucius – F, Wake Forest (senior)
- Grayson Murphy – G, Belmont (senior)
- Nick Muszynski – C, Belmont (senior)
- Andrew Nembhard – G, Gonzaga (senior)
- JD Notae – G, Arkansas (senior)
- Ike Obiagu – C, Seton Hall (senior)
- Edward Oliver-Hampton – F, South Carolina State (senior)
- Shareef O'Neal – F, LSU (junior)
- Malik Osborne – F, Florida State (senior)
- Scotty Pippen Jr. – G, Vanderbilt (junior)
- Anthony Polite – G/F, Florida State (senior)
- / Lester Quiñones – G, Memphis (junior)
- M. J. Randolph – G, Florida A&M (senior)
- A. J. Reeves – G, Providence (senior)
- Jared Rhoden – G/F, Seton Hall (senior)
- Orlando Robinson – F, Fresno State (junior)
- David Roddy – F, Colorado State (junior)
- Ryan Rollins – G, Toledo (sophomore)
- Dereon Seabron – G, North Carolina State (senior)
- Ronaldo Segu – G, Buffalo (senior)
- Jaden Shackelford – G, Alabama (junior)
- Shaedon Sharpe – G, Kentucky (freshman)
- Jaylen Sims – G, UNC Wilmington (senior)
- / Jeremy Sochan – F, Baylor (freshman)
- Amadou Sow – F, UC Santa Barbara (senior)
- Jabari Smith Jr. – F, Auburn (freshman)
- Seth Stanley – F, Hendrix (senior)
- Gabe Stefanini – G, San Francisco (senior)
- / Sasha Stefanovic – G, Purdue (redshirt)
- AJ Taylor – F, Grambling State (redshirt)
- Dalen Terry – G, Arizona (sophomore)
- Au'Diese Toney – G, Arkansas (senior)
- Ryan Turell – F, Yeshiva (senior)
- Jabari Walker – F, Colorado (sophomore)
- Dallas Walton – F/C, Wake Forest (senior)
- TyTy Washington – G, Kentucky (freshman)
- Peyton Watson – G/F, UCLA (freshman)
- Collin Welp – F, UC Irvine (senior)
- Blake Wesley – G, Notre Dame (freshman)
- Aaron Wheeler  – F, Saint John (senior)
- Khristien White – G, Southwestern Christian (senior)
- Jeenathan Williams – G/F, Buffalo (senior)
- Trevion Williams – F/C, Purdue (senior)
- Vince Williams Jr. – G/F, VCU (senior)
- Donovan Williams – G/F, UNLV (junior)
- Jalen Williams – G, Santa Clara (junior)
- Jaylin Williams – F, Arkansas (sophomore)
- Mark Williams – C, Duke (sophomore)

### Joueurs internationaux
La citoyenneté n'est pas un critère pour déterminer si un joueur est "international" sous le CBA.
Pour qu'un joueur soit "international" sous le CBA, il doit répondre à tous les critères suivants :
- Résident à l'extérieur des États-Unis depuis au moins trois ans au moment de la draft.
- N'a pas terminé son cursus universitaire.
- N'a jamais été inscrit dans une université américaine.

Les joueurs qui remplissent le critère de "joueur international" sont automatiquement éligibles s'ils répondent à n'importe quel critère suivant :
- Ils ont/auront 22 ans durant l'année civile de la draft. Ainsi, pour cette draft, les joueurs nés entre le 1er janvier et le 31 décembre 2000 sont automatiquement éligibles, comme le Français Yoan Makoundou par exemple.
- Ils ont signé un contrat avec une équipe professionnelle dans le monde, hors NBA, et ont joué sous ce contrat.

- Ibou Badji – C, Força Lleida (Espagne)
- Hugo Besson – G, New Zealand Breakers (Australie)
- Ousmane Dieng – F, New Zealand Breakers (Australie)
- Khalifa Diop – C, Herbalife Gran Canaria (Espagne)
- Nikola Jović – F, Mega Mozzart (Serbie)
- Ismaël Kamagate – C, Paris Basketball (France)
- / Karlo Matković – F/C, Mega Mozzart (Serbie)
- Yannick Nzosa – C, Unicaja (Espagne)
- Gabriele Procida – G, Fortitudo Bologna (Italie)
- Žiga Samar – G, Urbas Fuenlabrada (Espagne)
- Gui Santos – F, Minas (Brésil)
- Pavel Savkov – F, Saski Baskonia (Espagne)
- Matteo Spagnolo – G, Vanoli Cremona (Italie)
- Luke Travers – G/F, Perth Wildcats (Australie)

### Autres joueurs candidats automatiquement
| Joueur      | Position | Équipe                   | Note                                                                     | Réf. |
| ----------- | -------- | ------------------------ | ------------------------------------------------------------------------ | ---- |
| Makur Maker | C        | Sydney Kings (Australie) | A quitté Howard en 2021, statut professionnel depuis la saison 2021-2022 |      |

## Loterie de la draft
Les 14 premiers choix de la draft appartiennent aux équipes qui ont raté les playoffs NBA, aussi appelés séries éliminatoires par les francophones d'Amérique du Nord. L'ordre a été déterminé par un tirage au sort. La loterie (lottery) a déterminé les quatre équipes qui obtiennent les quatre premiers choix de la draft (et leur ordre de choix). Les choix de premier tour restant et les choix du deuxième tour sont affectés aux équipes dans l'ordre inverse de leur bilan victoires-défaites lors de la saison 2021-2022. La loterie de la draft se déroule le 17 mai 2022.
Ci-dessous les chances de chaque équipe pour la loterie de la draft 2022.
| ^ | Signale le résultat de la loterie |

| Équipe                    | Bilan 2021-2022 | Place après la loterie | Chances d'avoir la loterie | Choix | Choix | Choix | Choix | Choix | Choix | Choix | Choix | Choix | Choix | Choix | Choix | Choix | Choix |
| Équipe                    | Bilan 2021-2022 | Place après la loterie | Chances d'avoir la loterie | 1er   | 2e    | 3e    | 4e    | 5e    | 6e    | 7e    | 8e    | 9e    | 10e   | 11e   | 12e   | 13e   | 14e   |
| ------------------------- | --------------- | ---------------------- | -------------------------- | ----- | ----- | ----- | ----- | ----- | ----- | ----- | ----- | ----- | ----- | ----- | ----- | ----- | ----- |
| Rockets de Houston        | 20-62           | 3e                     | 140                        | 14,0  | 13,4  | 12,7  | 11,9  | 47,9  | —     | —     | —     | —     | —     | —     | —     | —     | —     |
| Magic d'Orlando           | 22-60           | 1er                    | 140                        | 14,0  | 13,4  | 12,7  | 11,9  | 27,8  | 20,1  | —     | —     | —     | —     | —     | —     | —     | —     |
| Pistons de Détroit        | 23-59           | 5e                     | 140                        | 14,0  | 13,4  | 12,7  | 11,9  | 14,8  | 26,0  | 7,1   | —     | —     | —     | —     | —     | —     | —     |
| Thunder d'Oklahoma City   | 24-58           | 2e                     | 115                        | 11,5  | 11,4  | 11,2  | 11,0  | 7,4   | 27,1  | 18,0  | 2,4   | —     | —     | —     | —     | —     | —     |
| Pacers de l'Indiana       | 25-57           | 6e                     | 115                        | 11,5  | 11,4  | 11,2  | 11,0  | 20,0  | 18,2  | 25,5  | 8,6   | 0,6   | —     | —     | —     | —     | —     |
| Trail Blazers de Portland | 27-55           | 7e                     | 90                         | 9,0   | 9,2   | 9,4   | 9,6   | —     | 8,6   | 29,7  | 20,6  | 3,4   | 0,2   | —     | —     | —     | —     |
| Kings de Sacramento       | 30-52           | 4e                     | 75                         | 7,5   | 7,8   | 8,1   | 8,5   | —     | —     | 19,8  | 33,9  | 13,0  | 1,4   | <0,1  | —     | —     | —     |
| Lakers de Los Angeles     | 33-49           | 8e                     | 45                         | 4,5   | 4,8   | 5,2   | 5,7   | —     | —     | —     | 34,5  | 36,2  | 8,5   | 0,5   | <0,1  | —     | —     |
| Spurs de San Antonio      | 34-48           | 9e                     | 45                         | 4,5   | 4,8   | 5,2   | 5,7   | —     | —     | —     | —     | 46,4  | 29,4  | 3,9   | 0,1   | <0,1  | —     |
| Wizards de Washington     | 35-47           | 10e                    | 45                         | 4,5   | 4,8   | 5,2   | 5,7   | —     | —     | —     | —     | —     | 60,6  | 17,9  | 1,2   | <0,1  | <0,1  |
| Knicks de New York        | 37-45           | 11e                    | 17                         | 1,7   | 1,9   | 2,1   | 2,4   | —     | —     | —     | —     | —     | —     | 77,6  | 13,9  | 0,5   | <0,1  |
| Clippers de Los Angeles   | 42-40           | 12e                    | 16                         | 1,6   | 1,8   | 2,0   | 2,2   | —     | —     | —     | —     | —     | —     | —     | 84,8  | 7,5   | 0,1   |
| Hornets de Charlotte      | 43-39           | 13e                    | 12                         | 1,2   | 1,3   | 1,5   | 1,7   | —     | —     | —     | —     | —     | —     | —     | —     | 92,0  | 2,3   |
| Cavaliers de Cleveland    | 44-38           | 14e                    | 5                          | 0,5   | 0,6   | 0,6   | 0,7   | —     | —     | —     | —     | —     | —     | —     | —     | —     | 97,6  |

## Draft

### Légende
| ^ | Signale un joueur qui a été intronisé au Basketball Hall of Fame                                                                |
| * | Signale un joueur qui a été sélectionné pour au moins un match annuel NBA All-Star Game et une récompense annuelle All-NBA Team |
| + | Signale un joueur qui a été sélectionné pour au moins un match annuel NBA All-Star Game                                         |
| x | Signale un joueur qui a été sélectionné pour au moins une récompense annuelle All-NBA Team                                      |
| R | Signale le joueur qui a remporté le titre de NBA Rookie of the Year                                                             |

### Premier tour
| Choix | Nom                 | Position | Nationalité        | Équipe                                                      | Provenance                       |
| ----- | ------------------- | -------- | ------------------ | ----------------------------------------------------------- | -------------------------------- |
| 1     | Paolo Banchero+ R   | F        | États-Unis Italie  | Magic d'Orlando                                             | Blue Devils de Duke              |
| 2     | Chet Holmgren       | C        | États-Unis         | Thunder d'Oklahoma City                                     | Bulldogs de Gonzaga              |
| 3     | Jabari Smith Jr.    | F        | États-Unis         | Rockets de Houston                                          | Tigers d'Auburn                  |
| 4     | Keegan Murray       | F        | États-Unis         | Kings de Sacramento                                         | Hawkeyes de l'Iowa               |
| 5     | Jaden Ivey          | G        | États-Unis         | Pistons de Détroit                                          | Boilermakers de Purdue           |
| 6     | Bennedict Mathurin  | G        | Canada             | Pacers de l'Indiana                                         | Wildcats de l'Arizona            |
| 7     | Shaedon Sharpe      | G        | Canada             | Trail Blazers de Portland                                   | Wildcats du Kentucky             |
| 8     | Dyson Daniels       | G        | Australie          | Pelicans de La Nouvelle-Orléans (des L.A. Lakers)           | NBA G League Ignite (G League)   |
| 9     | Jeremy Sochan       | F        | États-Unis Pologne | Spurs de San Antonio                                        | Bears de Baylor                  |
| 10    | Johnny Davis        | G        | États-Unis         | Wizards de Washington                                       | Badgers du Wisconsin             |
| 11    | Ousmane Dieng       | F        | France             | Knicks de New York (transféré à Oklahoma City)              | New Zealand Breakers (Australie) |
| 12    | Jalen Williams      | G        | États-Unis         | Thunder d'Oklahoma City (des L.A. Clippers)                 | Broncos de Santa Clara           |
| 13    | Jalen Duren         | C        | États-Unis         | Hornets de Charlotte (transféré à Détroit)                  | Tigers de Memphis                |
| 14    | Ochai Agbaji        | G        | États-Unis         | Cavaliers de Cleveland                                      | Jayhawks du Kansas               |
| 15    | Mark Williams       | C        | États-Unis         | Hornets de Charlotte (de La Nouvelle-Orléans)               | Blue Devils de Duke              |
| 16    | A. J. Griffin       | F        | États-Unis         | Hawks d'Atlanta                                             | Blue Devils de Duke              |
| 17    | Tari Eason          | F        | États-Unis         | Rockets de Houston (de Brooklyn)                            | Tigers de LSU                    |
| 18    | Dalen Terry         | G        | États-Unis         | Bulls de Chicago                                            | Wildcats de l'Arizona            |
| 19    | Jake LaRavia        | F        | États-Unis         | Timberwolves du Minnesota (transféré à Memphis)             | Demon Deacons de Wake Forest     |
| 20    | Malaki Branham      | G        | États-Unis         | Spurs de San Antonio (de Toronto)                           | Buckeyes d'Ohio State            |
| 21    | Christian Braun     | G        | États-Unis         | Nuggets de Denver                                           | Jayhawks du Kansas               |
| 22    | Walker Kessler      | C        | États-Unis         | Grizzlies de Memphis (de Utah. Transféré à Minnesota)       | Tigers d'Auburn                  |
| 23    | David Roddy         | F        | États-Unis         | 76ers de Philadelphie (Transféré à Memphis)                 | Rams de Colorado State           |
| 24    | MarJon Beauchamp    | G/F      | États-Unis         | Bucks de Milwaukee                                          | NBA G League Ignite (G League)   |
| 25    | Blake Wesley        | G        | États-Unis         | Spurs de San Antonio (de Boston)                            | Fighting Irish de Notre Dame     |
| 26    | Wendell Moore       | F        | États-Unis         | Mavericks de Dallas (Transféré à Houston puis Minnesota)    | Blue Devils de Duke              |
| 27    | Nikola Jović        | F        | Serbie             | Heat de Miami                                               | Mega Mozzart (Serbie)            |
| 28    | Patrick Baldwin Jr. | F        | États-Unis         | Warriors de Golden State                                    | Panthers de Milwaukee (en)       |
| 29    | TyTy Washington     | G        | États-Unis         | Grizzlies de Memphis (Transféré à Minnesota puis à Houston) | Wildcats du Kentucky             |
| 30    | Peyton Watson       | G/F      | États-Unis         | Thunder d'Oklahoma City (de Phoenix. Transféré à Denver)    | Bruins de l'UCLA                 |

### Deuxième tour
| Choix                           | Nom                | Position | Nationalité                      | Équipe                                                                  | Provenance                       |
| ------------------------------- | ------------------ | -------- | -------------------------------- | ----------------------------------------------------------------------- | -------------------------------- |
| 31                              | Andrew Nembhard    | G        | Canada                           | Pacers de l'Indiana (de Houston via Cleveland)                          | Bulldogs de Gonzaga              |
| 32                              | Caleb Houstan      | F        | Canada                           | Magic d'Orlando                                                         | Wolverines du Michigan           |
| 33                              | Christian Koloko   | C        | Cameroun                         | Raptors de Toronto (de Détroit via Chicago, Washington et San Antonio)  | Wildcats de l'Arizona            |
| 34                              | Jaylin Williams    | F        | États-Unis                       | Thunder d'Oklahoma City                                                 | Razorbacks de l'Arkansas         |
| 35                              | Max Christie       | G        | États-Unis                       | Lakers de Los Angeles (d'Indiana via Milwaukee et Orlando)              | Spartans de Michigan State       |
| 36                              | Gabriele Procida   | G/F      | Italie                           | Pistons de Détroit (de Portland)                                        | Fortitudo Bologne (Italie)       |
| 37                              | Jaden Hardy        | G        | États-Unis                       | Kings de Sacramento (Transféré à Dallas)                                | NBA G League Ignite (G League)   |
| 38                              | Kennedy Chandler   | G        | États-Unis                       | Spurs de San Antonio (de L.A. Lakers. Transféré à Memphis)              | Volunteers du Tennessee          |
| 39                              | Khalifa Diop       | C        | Sénégal                          | Cavaliers de Cleveland (de San Antonio)                                 | Gran Canaria (Espagne)           |
| 40                              | Bryce McGowens     | G        | États-Unis                       | Timberwolves du Minnesota (de Washington. Transféré à Charlotte)        | Cornhuskers du Nebraska          |
| 41                              | E. J. Liddell      | F        | États-Unis                       | Pelicans de La Nouvelle-Orléans                                         | Buckeyes d'Ohio State            |
| 42                              | Trevor Keels       | G        | États-Unis                       | Knicks de New York                                                      | Blue Devils de Duke              |
| 43                              | Moussa Diabaté     | F/C      | France                           | Clippers de Los Angeles                                                 | Wolverines du Michigan           |
| 44                              | Ryan Rollins       | G        | États-Unis                       | Hawks d'Atlanta (Transféré à Golden State)                              | Rockets de Toledo                |
| 45                              | Josh Minott        | F        | États-Unis Jamaïque              | Hornets de Charlotte (Transféré à Minnesota)                            | Tigers de Memphis                |
| 46                              | Ismaël Kamagate    | C        | France                           | Trail Blazers de Portland (de Brooklyn via Détroit. Transféré à Denver) | Paris Basketball (France)        |
| 47                              | Vince Williams Jr. | G/F      | États-Unis                       | Grizzlies de Memphis (de Cleveland)                                     | Rams de VCU                      |
| 48                              | Kendall Brown      | F        | États-Unis                       | Timberwolves du Minnesota (Transféré à Indiana)                         | Bears de Baylor                  |
| 49                              | Isaiah Mobley      | F        | États-Unis                       | Cavaliers de Cleveland (de Chicago via Sacramento)                      | Trojans de l'USC                 |
| 50                              | Matteo Spagnolo    | G        | Italie                           | Timberwolves du Minnesota (de Denver)                                   | Guerino Vanoli Basket (Italie)   |
| 51                              | Tyrese Martin      | G/F      | États-Unis                       | Warriors de Golden State (de Toronto. Transféré à Atlanta)              | Huskies du Connecticut           |
| 52                              | Karlo Matković     | F/C      | Croatie Bosnie-Herzégovine       | Pelicans de La Nouvelle-Orléans (de Utah)                               | Mega Mozzart (Serbie)            |
| 53                              | JD Davison         | G        | États-Unis                       | Celtics de Boston                                                       | Crimson Tide de l'Alabama        |
| Bucks de Milwaukee              |                    |          |                                  |                                                                         |                                  |
| Heat de Miami (de Philadelphie) |                    |          |                                  |                                                                         |                                  |
| 54                              | Yannick Nzosa      | C        | République démocratique du Congo | Wizards de Washington (de Dallas)                                       | Unicaja Málaga (Espagne)         |
| 55                              | Gui Santos         | F        | Brésil                           | Warriors de Golden State                                                | Minas (Brésil)                   |
| 56                              | Luke Travers       | G/F      | Australie                        | Cavaliers de Cleveland (de Miami)                                       | Perth Wildcats (Australie)       |
| 57                              | Jabari Walker      | F        | États-Unis                       | Trail Blazers de Portland (de Memphis)                                  | Buffaloes du Colorado            |
| 58                              | Hugo Besson        | G        | France                           | Pacers de l'Indiana (de Phoenix. Transféré à Milwaukee)                 | New Zealand Breakers (Australie) |